# Désiré Doué Noumandiez
Désiré Doué Noumandiez (ur. 29 września 1970) – sędzia piłkarski pochodzący z Wybrzeża Kości Słoniowej. Jeden z lepiej rozpoznawanych sędziów w Afryce. Sędziował między innymi mecze Afrykańskiej Ligi Mistrzów oraz Afrykańskiego Pucharu Konfederacji.
Jest sędzią międzynarodowym od 2004 roku. W tym czasie sędziował spotkania eliminacyjne do Mistrzostw Świata w RPA. W 2010 po raz pierwszy został wybrany do sędziowania meczów Pucharu Narodów Afryki.
Z zawodu Noumandiez Doue jest farmaceutą.

## Imprezy międzynarodowe
- Puchar Narodów Afryki 2010
- Puchar Narodów Afryki 2012
- Puchar Narodów Afryki 2013